# It's Hard/Dangerous
It's Hard/Dangerous è un singolo dei The Who, pubblicato negli USA nel 1983.

## Tracce
Lato A
1. It's Hard – 3:40 (Pete Townshend)

Lato B
1. Dangerous – 3:15 (John Entwistle)